# 41º parallelo nord
Il 41º parallelo nord è un parallelo situato a 41 gradi nord di latitudine rispetto al piano equatoriale della Terra. La lunghezza di un arco di un grado di longitudine è di 84,135 km.
Partendo dal meridiano zero e dirigendosi ad est, il 41º parallelo nord attraversa i seguenti Paesi e mari:

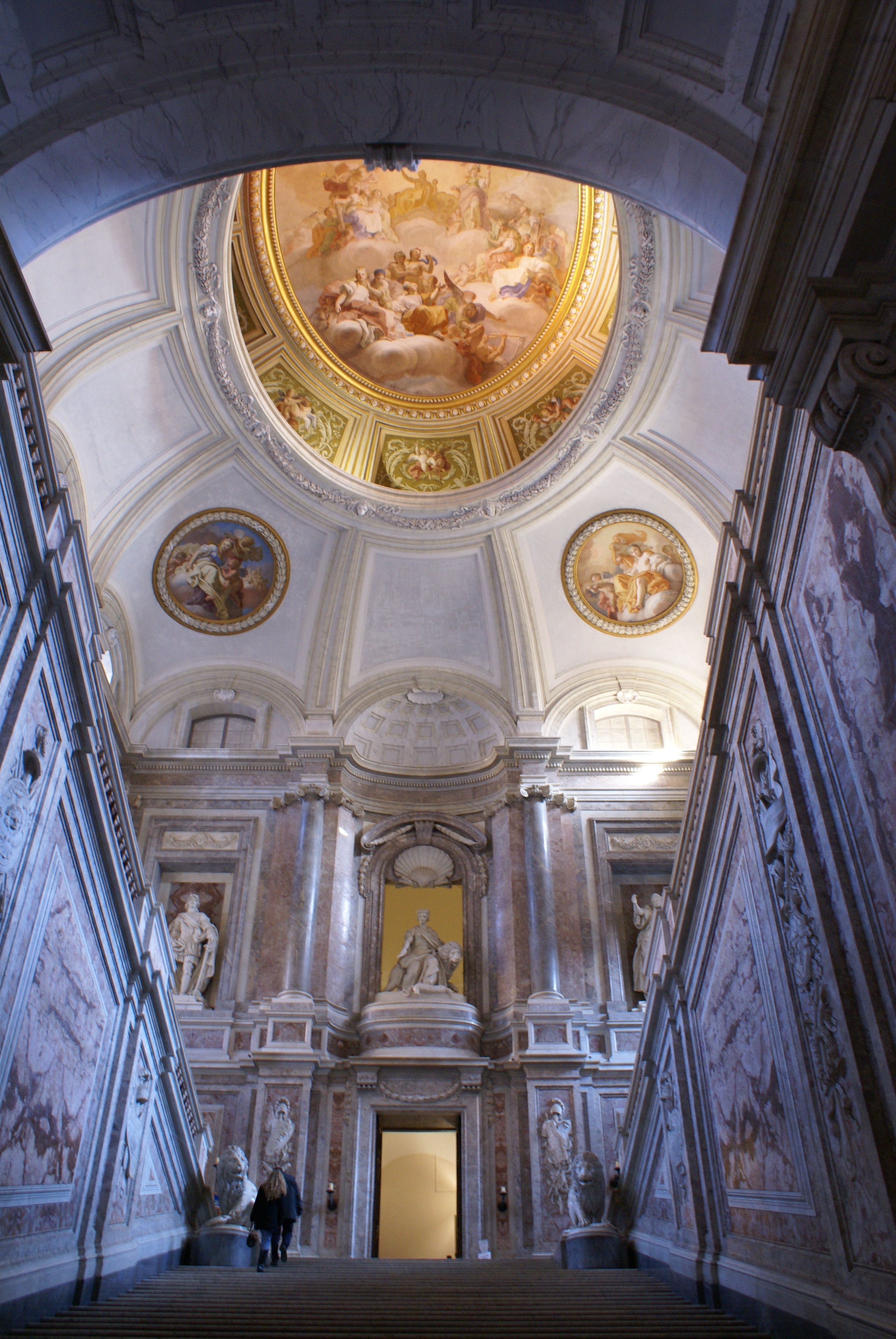
Reggia di Caserta, ITA

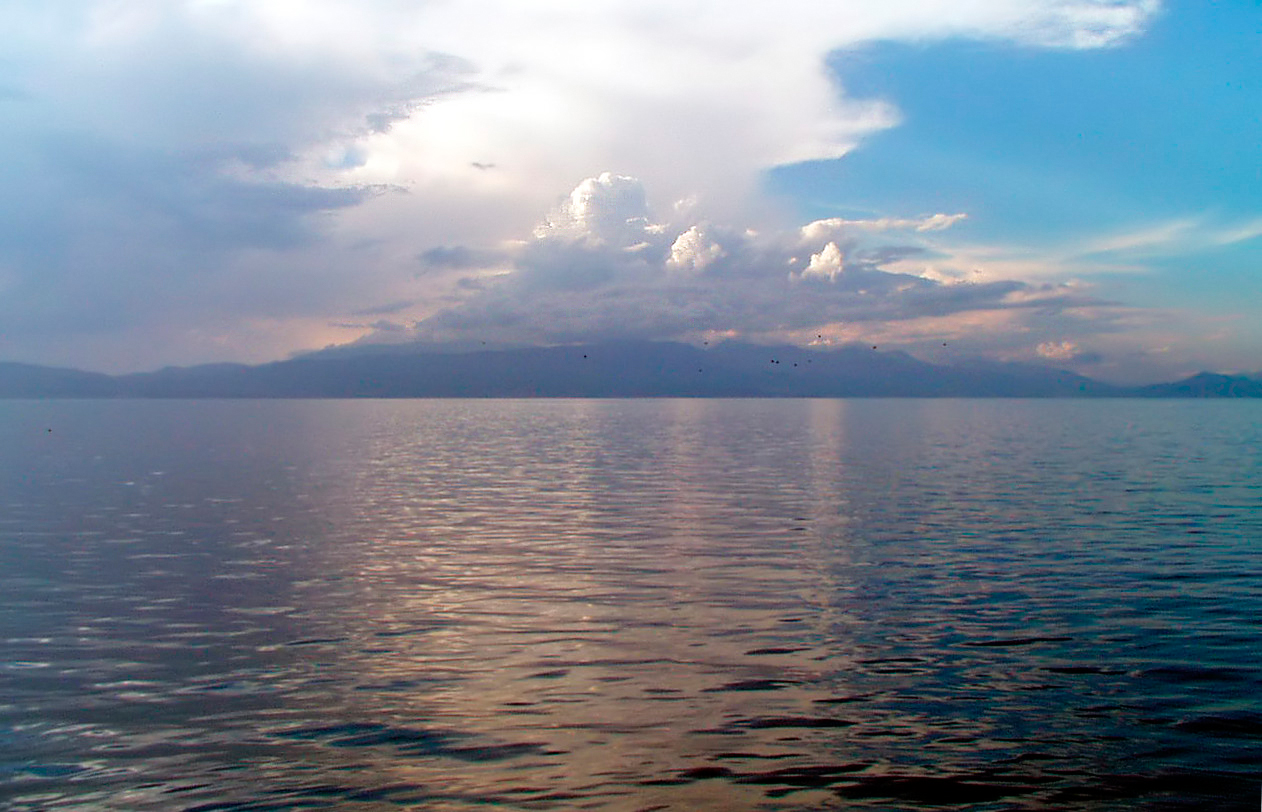
Lago di Ocrida, ALB/MKD

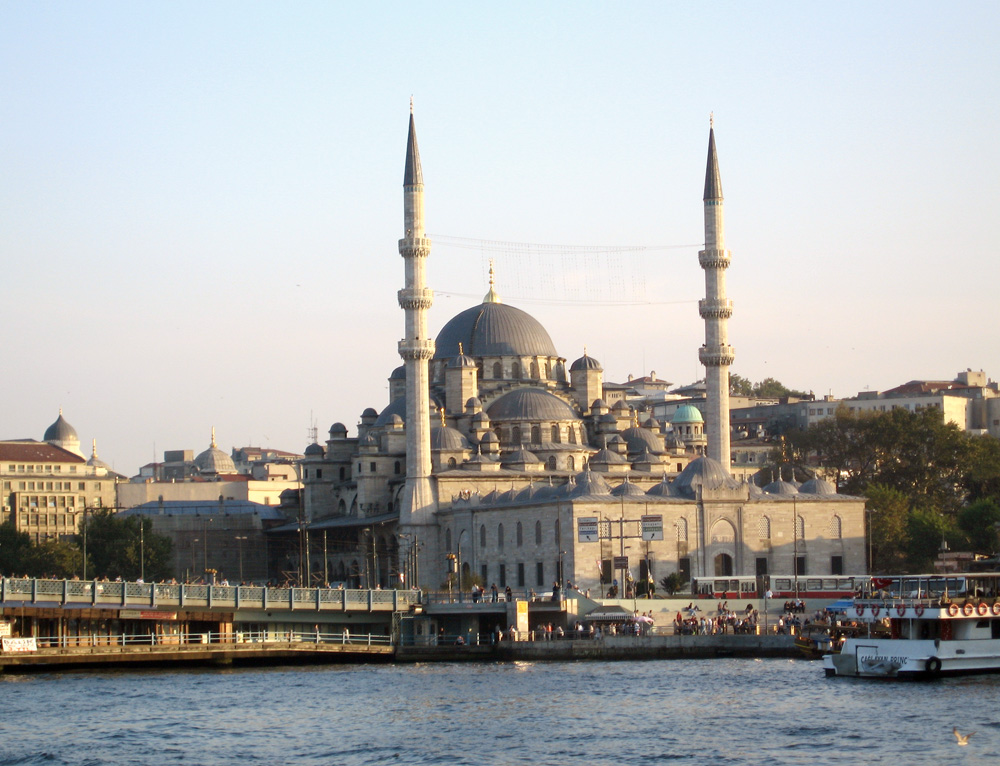
Yeni Cami, Istanbul, TUR

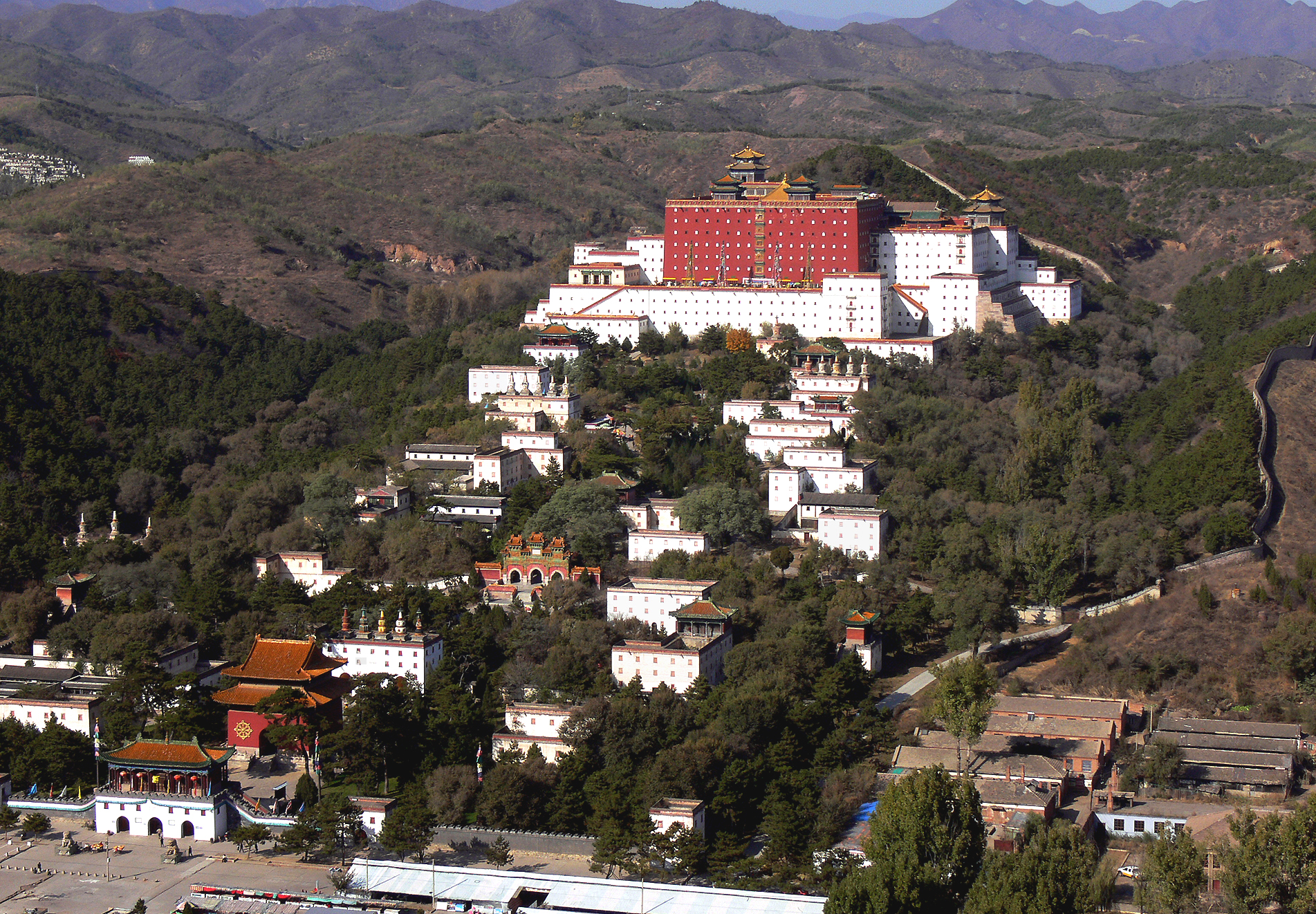
Tempio di Putuo Zongcheng, Chengde, CHN

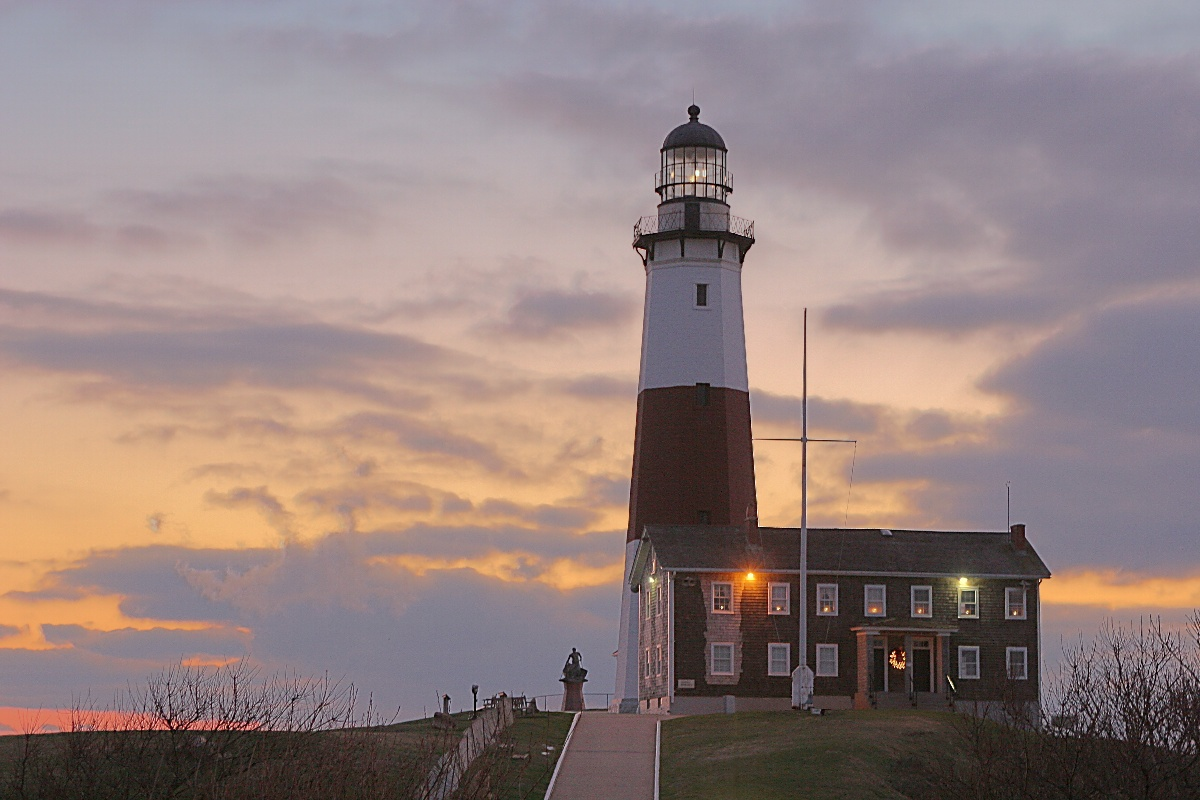
Faro di Montauk, Long Island, USA

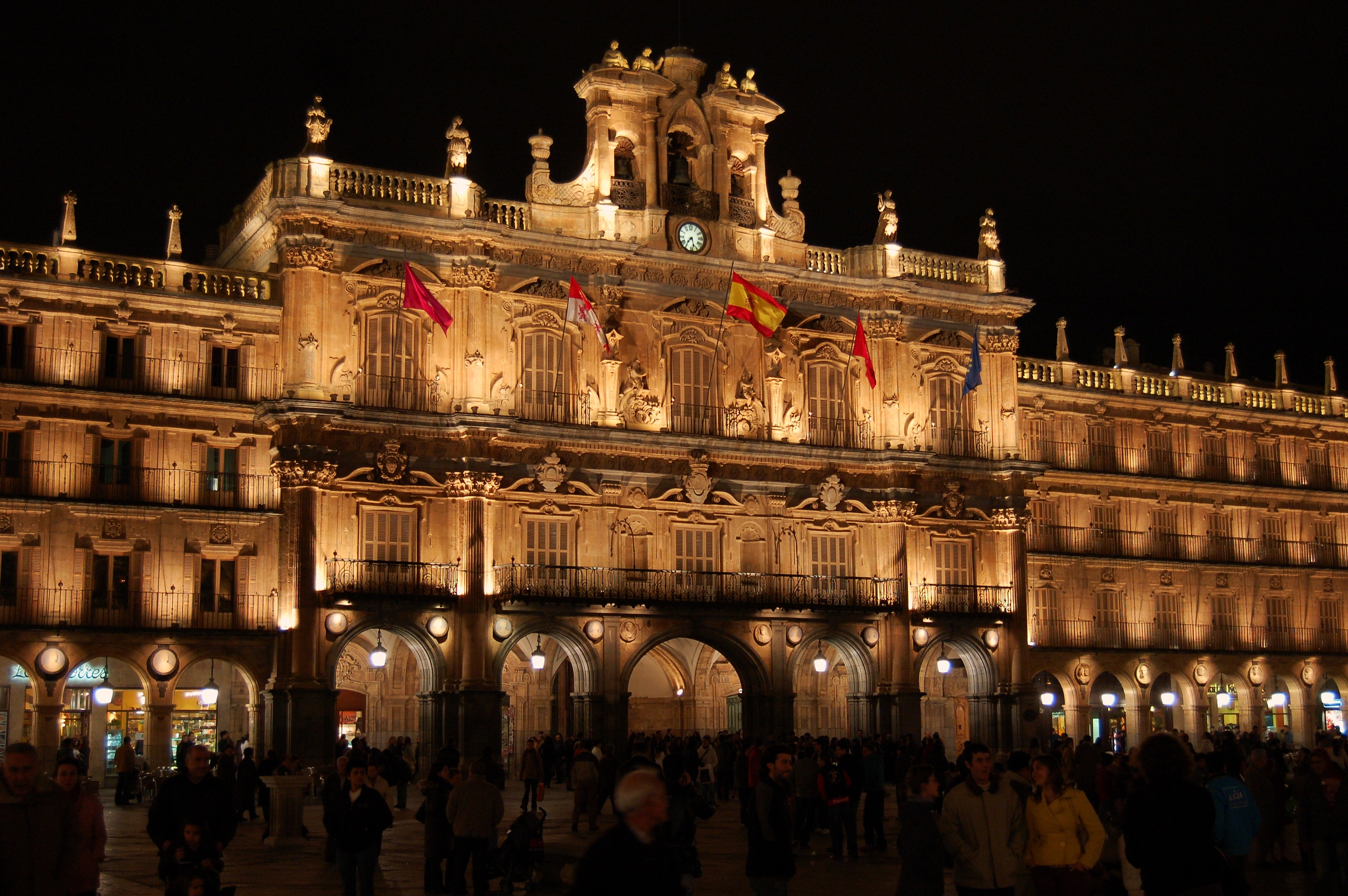
Plaza Mayor di Salamanca, ESP

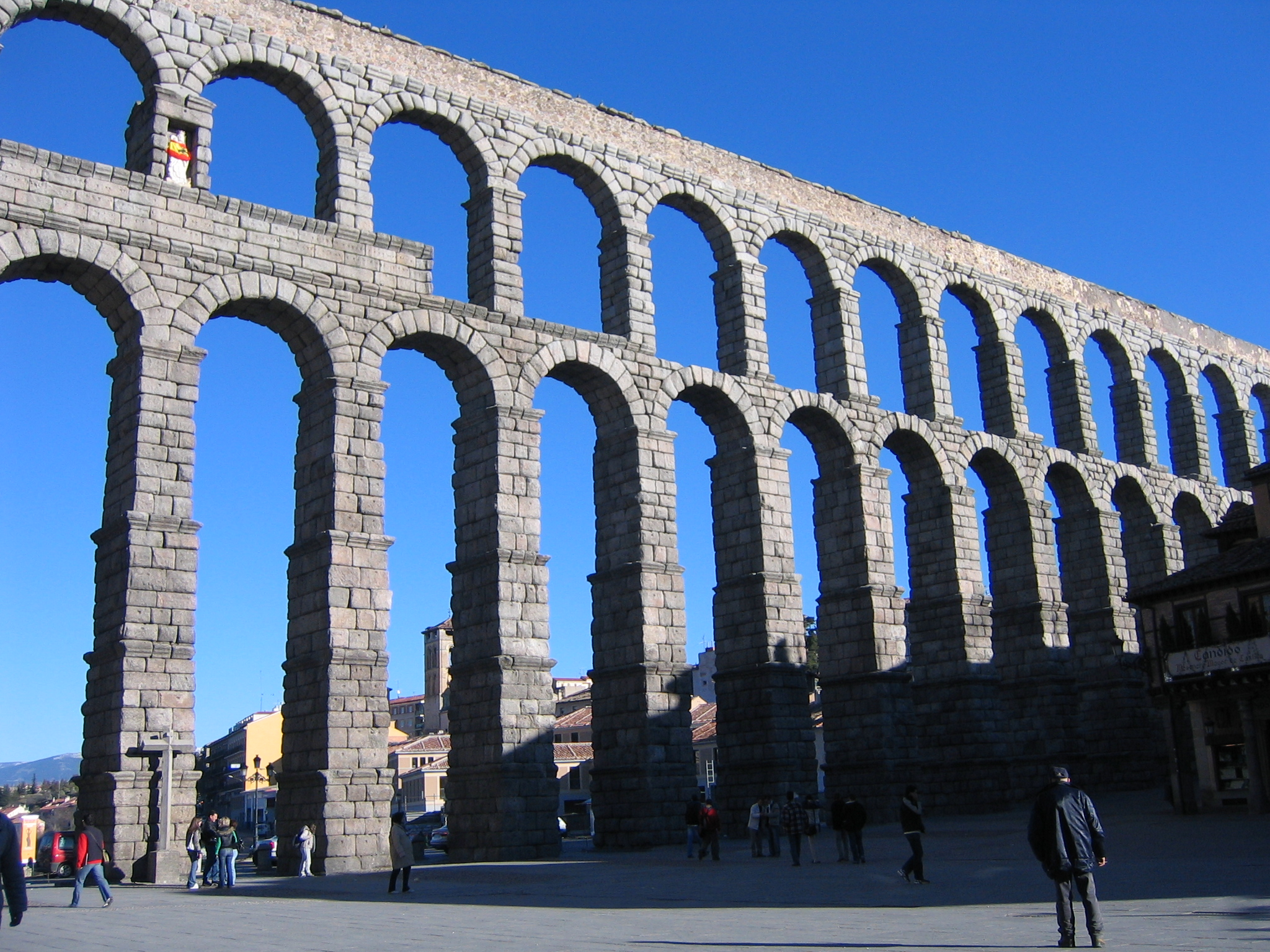
Acquedotto di Segovia, ESP

| Coordinate       | Stato, territorio o mare | Note |
| ---------------- | ------------------------ | --- |
| 41°00′N 0°00′E   | Spagna                   | |
| 41°00′N 0°56′E   | Mar Mediterraneo         | |
| 41°00′N 8°13′E   | Italia                   | Isola dell'Asinara |
| 41°00′N 8°16′E   | Mar Mediterraneo         | Golfo dell'Asinara |
| 41°00′N 8°52′E   | Italia                   | Sardegna |
| 41°00′N 9°39′E   | Mar Mediterraneo         | Mar Tirreno, a nord delle Isole Ponziane (Italia) |
| 41°00′N 13°57′E  | Italia                   | |
| 41°00′N 17°12′E  | Mare Adriatico           | |
| 41°00′N 19°28′E  | Albania                  | Il confine con la Macedonia è nel lago di Ocrida |
| 41°00′N 20°42′E  | Macedonia del Nord       | |
| 41°00′N 21°51′E  | Grecia                   | |
| 41°00′N 26°20′E  | Turchia                  | |
| 41°00′N 27°40′E  | Mar di Marmara           | |
| 41°00′N 27°49′E  | Turchia                  | |
| 41°00′N 27°59′E  | Mar di Marmara           | |
| 41°00′N 28°30′E  | Turchia                  | |
| 41°00′N 28°33′E  | Mar di Marmara           | |
| 41°00′N 28°36′E  | Turchia                  | Passa per Istanbul |
| 41°00′N 28°57′E  | Mar di Marmara           | a sud del Bosforo |
| 41°00′N 29°01′E  | Turchia                  | parte asiatica |
| 41°00′N 37°52′E  | Mar Nero                 | |
| 41°00′N 38°47′E  | Turchia                  | |
| 41°00′N 39°46′E  | Mar Nero                 | |
| 41°00′N 40°20′E  | Turchia                  | |
| 41°00′N 43°32′E  | Armenia                  | |
| 41°00′N 45°10′E  | Azerbaigian              | Exclave di Barkhudali, circondata dall'Armenia |
| 41°00′N 45°13′E  | Armenia                  | |
| 41°00′N 45°24′E  | Azerbaigian              | |
| 41°00′N 49°13′E  | Mar Caspio               | |
| 41°00′N 52°57′E  | Turkmenistan             | |
| 41°00′N 61°58′E  | Uzbekistan               | circa 7 km |
| 41°00′N 68°04′E  | Kazakistan               | circa 12 km |
| 41°00′N 68°31′E  | Uzbekistan               | |
| 41°00′N 70°24′E  | Tagikistan               | circa 10 km |
| 41°00′N 70°31′E  | Uzbekistan               | |
| 41°00′N 72°30′E  | Kirghizistan             | |
| 41°00′N 76°50′E  | Cina                     | |
| 41°00′N 77°30′E  | Kirghizistan             | circa 7 km |
| 41°00′N 77°35′E  | Cina                     | |
| 41°00′N 126°05′E | Corea del Nord           | |
| 41°00′N 129°43′E | Mar del Giappone         | |
| 41°00′N 140°19′E | Giappone                 | Isola di Honshū |
| 41°00′N 141°23′E | Oceano Pacifico          | |
| 41°00′N 124°07′W | Stati Uniti              | California Nevada Utah Confine tra Wyoming e Utah Confine tra Wyoming e Colorado Confine tra Nebraska e Colorado Nebraska Iowa Illinois Indiana Ohio Pennsylvania New Jersey New York (terraferma) |
| 41°00′N 73°39′W  | Long Island Sound        | |
| 41°00′N 72°35′W  | Stati Uniti              | New York (Long Island) |
| 41°00′N 72°00′W  | Oceano Atlantico         | |
| 41°00′N 8°39′W   | Portogallo               | |
| 41°00′N 6°54′W   | Spagna                   | |

## Stati Uniti d'America
Negli Stati Uniti, il parallelo definisce il confine meridionale del Wyoming (confinante con Utah e Colorado), e parte del confine tra Nebraska e Colorado.
Come stabilito in origine da re Carlo II d'Inghilterra nel 1664, il punto in cui il 41º parallelo attraversa il fiume Hudson delimita il confine nord-est del New Jersey con New York. Il confine settentrionale del New Jersey procede quindi ad ovest, fino al punto più ad est del fiume Delaware.
Il 41º parallelo nord fu anche uno dei riferimenti principali utilizzati per il Public Land Survey System, ossia il rilevamento di una porzione delle terre nell'Ohio. In questo modo furono definiti i confini della Connecticut Western Reserve e le Firelands utilizzando il confine occidentale con la Pennsylvania come meridiano principale. Servì anche da riferimento per un successivo rivelamento dei territori dell'Ohio, da nord della linea del Trattato di Greenville fino alla linea Fulton, che segnava il confine originario tra Michigan e Ohio sotto l'Ordinanza del nordovest (vedi Striscia di Toledo). Il secondo rilevamento utilizzò il confine con l'Indiana come meridiano.

## Italia
Per quanto riguarda la penisola italiana, il 41º parallelo nord attraversa la Puglia, la Basilicata e la Campania, congiungendo l'Adriatico col Tirreno: le città di Polignano a Mare e la foce del Volturno sono prese come riferimento per le due coste. In particolare le aree toccate sono: Potenza, Avellino, Benevento, Napoli, Caserta e Bari.
Il parallelo attraversa inoltre la parte più settentrionale della Sardegna (Provincia di Sassari): sulla costa i due riferimenti sono Golfo Aranci e Trinità d'Agultu e Vignola.